# Arvidsjaur
Arvidsjaur (umesamiska: Árviesjávrrie; pitesamiska: Árvehávvre; sydsamiska: Aerviesjaevrie) är en tätort i Lappland och centralort i Arvidsjaurs kommun, Norrbottens län. Arvidsjaur är beläget kring 110 kilometer söder om polcirkeln och kring 160 kilometer väster om Luleå, i mellersta Lappland och tillhör Norrbottens län. 
I Arvidsjaur bedrivs testverksamhet för Europas bilindustri, som under vinterhalvåret utför biltester i vintermiljö. Det bedrivs också turistverksamhet med skoterfärder, vandring och fiske. I samhället finns det en skidanläggning vid Prästberget, och utanför tätorten finns Vittjåkk skidanläggning. Arvidsjaur är även bas för Norrlands dragonregemente.

## Ortnamnet
Arvidsjaur är en försvenskning av det umesamiska ordet árviesjávrrie, härlett av árvies (”givmild” eller ”den som ger rikligt”) och jávrrie (”sjö”), och syftande på fisket i den närbelägna sjön med samma namn. Aruens järff by var 1607 det försvenskade namnet på den sameby, invid vilken Arvidsjaurs kyrka uppfördes.[källa behövs] I Ortnamnsregistret finns varianterna Arfwids Jerfwi by (1606) och Arfwids Järfwi (1607) dokumenterade.

## Historia
Arvidsjaur var och är kyrkby i Arvidsjaurs socken. Den 25 oktober 1895 inrättades i Arvidsjaurs landskommun Arvidsjaurs kyrkostads municipalsamhälle. Namnet förkortades den 7 september 1951 till Arvidsjaurs municipalsamhälle. Municipalsamhället upphörde vid utgången av år 1962.

### Befolkningsutveckling

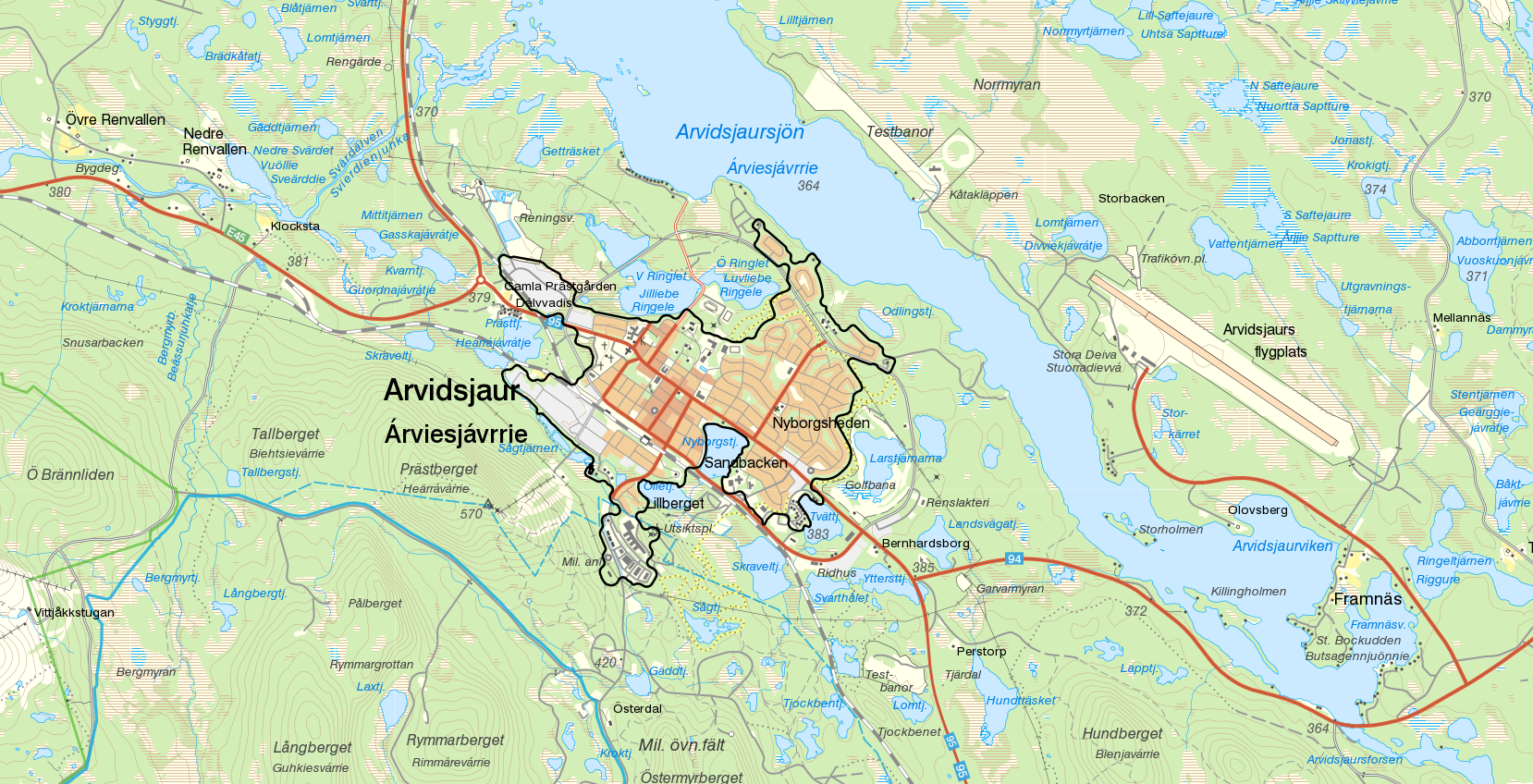
Den av Statistiska centralbyrån avgränsade tätorten Arvidsjaur med gränserna från tätortsavgränsningen 2015.

| Befolkningsutvecklingen i Arvidsjaur 1900–2020                                                        | Befolkningsutvecklingen i Arvidsjaur 1900–2020 | Befolkningsutvecklingen i Arvidsjaur 1900–2020 | Befolkningsutvecklingen i Arvidsjaur 1900–2020 | Befolkningsutvecklingen i Arvidsjaur 1900–2020 |
| --- | ---------------------------------------------- | ---------------------------------------------- | ---------------------------------------------- | ---------------------------------------------- |
| |                                                |                                                |                                                |                                                |
| År |                                                |                                                | Folkmängd                                      | Areal (ha)                                     |
| 1900                                                                                                  | 1900                                           |                                                | 345                                            | †                                              |
| 1950                                                                                                  | 1950                                           |                                                | 2 482                                          | ##                                             |
| 1960                                                                                                  | 1960                                           |                                                | 2 908                                          | 236                                            |
| 1965                                                                                                  | 1965                                           |                                                | 3 189                                          | 297                                            |
| 1970                                                                                                  | 1970                                           |                                                | 3 541                                          | 327                                            |
| 1975                                                                                                  | 1975                                           |                                                | 4 194                                          | 340                                            |
| 1980                                                                                                  | 1980                                           |                                                | 4 903                                          | 418                                            |
| 1990                                                                                                  | 1990                                           |                                                | 5 260                                          | 461                                            |
| 1995                                                                                                  | 1995                                           |                                                | 5 087                                          | 451                                            |
| 2000                                                                                                  | 2000                                           |                                                | 4 735                                          | 451                                            |
| 2005                                                                                                  | 2005                                           |                                                | 4 644                                          | 453                                            |
| 2010                                                                                                  | 2010                                           |                                                | 4 635                                          | 467                                            |
| 2015                                                                                                  | 2015                                           |                                                | 4 655                                          | 427                                            |
| 2020                                                                                                  | 2020                                           |                                                | 4 457                                          | 427                                            |
| Anm.: † Befolkning runt ett municipalsamhälle 1900. ## Som tätort/befolkningsagglomeration 1920–1950. |                                                |                                                |                                                |                                                |

## Kommunikationer

### Landsväg
Orten ligger vid E45 (Inlandsvägen) och Riksväg 95 (Silvervägen). 

### Flygplats
Flygplatsen Arvidsjaur Airport, som har ICAP-status, ligger några kilometer utanför tätorten, och därifrån går det dagliga turer till Stockholm. Det går charterflyg från Tyskland på vintern som försörjer den omfattande biltestverksamheten i regionen.

### Järnväg

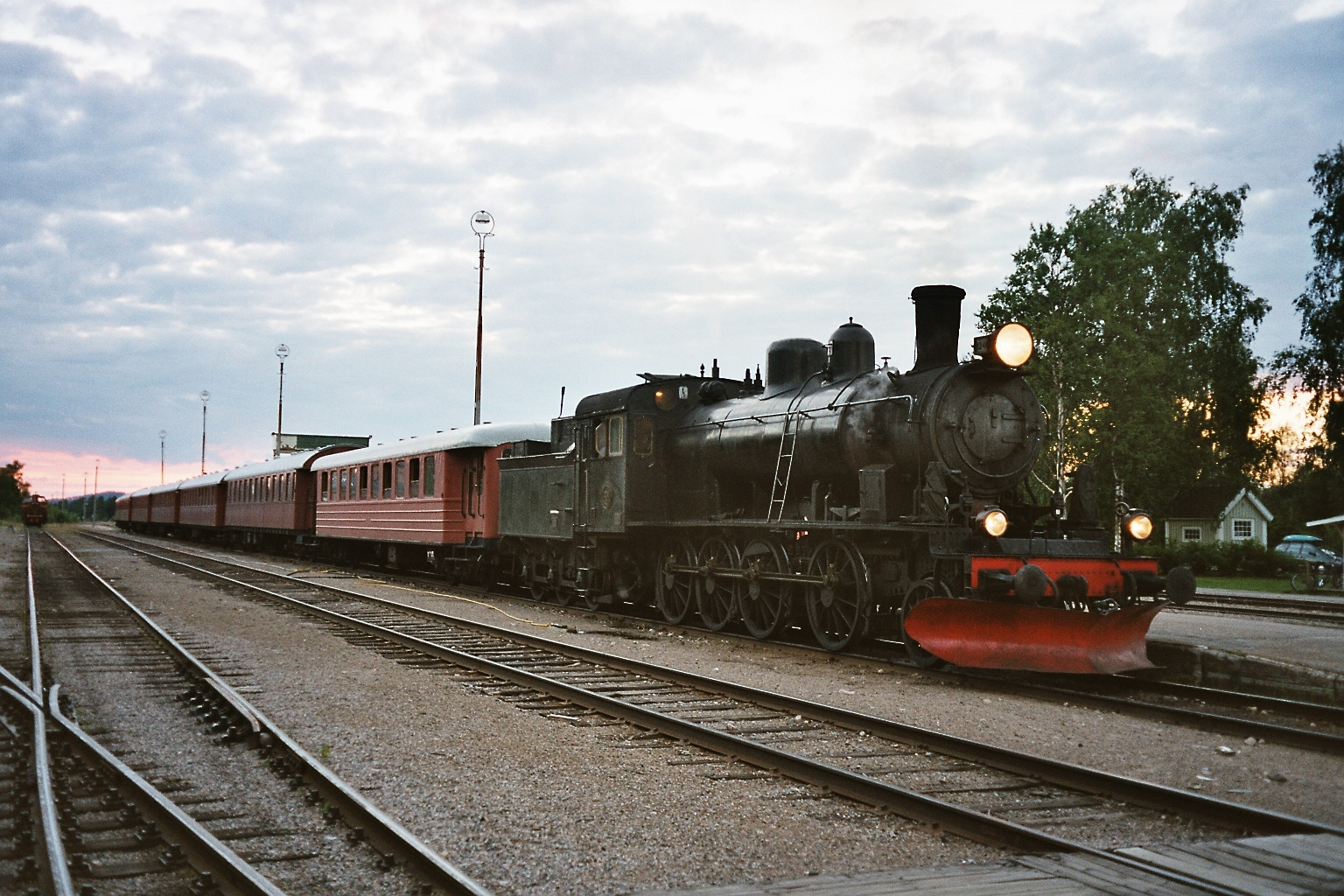
Ånglok vid Arvidsjaur.

Genom Arvidsjaur går Inlandsbanan. Arvidsjaur är också ena ändpunkten för järnvägslinjen Jörn–Arvidsjaur. På denna linje finns idag inte mycket trafik, men förslag finns på att åter börja köra godstrafik längs hela banan. En kortare sträcka närmast Arvidsjaur används av Storstockholms lokaltrafik för provkörningar av tunnelbanevagnar i vinterföre.
I Arvidsjaur finns Arvidsjaurs Järnvägsförening, som sommartid ordnar turer med ånglok mellan Arvidsjaur och Slagnäs.

## Utbildning
I Arvidsjaur bedrevs tidigare under ett antal år flygförarutbildning på gymnasienivå. Flygutbildningen var förlagd på halvtid på Arvidsjaur flygplats och drevs kommersiellt av flygskolan Scandinavian Aviation Academy. En begränsad satsning på flygledarutbildning började år 2008.
Arvidsjaur är dessutom säte för norrlandsjägarna, numera Arméns jägarbataljon.

## Sport
Arvidsjaur har ett fotbollslag som heter IFK Arvidsjaur. 2024 spelade de i Division 5.

## Storstämningshelgen i Arvidsjaur
Storstämningshelgen är en folkfest i Arvidsjaur som firas sista helgen i augusti varje år. Då använder ägarna till kåtorna i Lappstaden i Arvidsjaur sina kåtor.

## I media
I spelserien Mercenaries förekommer en karaktär vid namn Mattias Nilsson som är född och uppvuxen i Arvidsjaur och tjänstgjort vid regementet K4 som Norrlandsjägare. Hans röst görs av Peter Stormare i spelet. 

## Kända personer som bott/bor i Arvidsjaur
- Britta Borg
- Patrik Eklund
- Fredrik Lindgren
- Karin Stenberg
- Robin Olovsson Ek
- Nils van der Poel